# Мосин, Нестер Григорьевич
Нестер Григорьевич Мосин (5 мая 1911, Донецкая область — 15 июня 1992, Донецкая область) — командир орудийного расчета 128-го гвардейского артиллерийского полка 57-й гвардейской стрелковой дивизии 8-й гвардейской армии 3-го Украинского фронта, гвардии ефрейтор; 1-го Белорусского фронта, гвардии сержант.

## Биография
Родился 5 мая 1911 года в селе Шевченко Красноармейского района Донецкой области Украины . Украинец. Член ВКП/КПСС с 1936 года. Окончил 7 классов, а в 1939 — курсы повышения квалификации инженерно-технических работников при горном институте в городе Днепропетровск, областной центр Днепропетровской области Украины. Работал забойщиком, а затем начальником рудника.
В Красной Армии в 1933—1936 годах и с 1941 года. Участник Великой Отечественной войны с 1941 года.
Командир орудийного расчета 128-го гвардейского артиллерийского полка гвардии ефрейтор Нестер Мосин, командуя бойцами, севернее города Никополь 2 февраля 1944 года при отражении контратаки противника истребил из орудия свыше отделения вражеской пехоты. За мужество и отвагу, проявленные в боях, гвардии ефрейтор Мосин Нестер Григорьевич 25 февраля 1944 года награждён орденом Славы 3-й степени.
Гвардии сержант Нестер Мосин того же полка 13 марта 1944 года в бою северо-восточнее города Николаев при отражении атаки пехоты, танков и штурмовых орудий противника прямой наводкой прикрыл отходившую пехоту, истребил свыше двадцати вражеских солдат. 17 марта 1944 года у хутора Марьевка Николаевской области Украины метким огнём разбил три тягача, семь повозок и поразил до двадцати солдат противника. За мужество и отвагу, проявленные в боях, гвардии сержант Мосин Нестер Григорьевич 12 июня 1944 года награждён орденом Славы 2-й степени.
4 августа 1944 года Нестер Мосин в том же боевом составе в районе населенных пунктов Ходков, Клода, форсировав с расчетом реку Висла, закрепился на левом берегу и огнём поддерживал переправу пехоты. В боях по расширению плацдарма и при отражении контратак противника вместе с бойцами уничтожил более взвода вражеской пехоты.
Указом Президиума Верховного Совета СССР от 18 ноября 1944 года за образцовое выполнение заданий командования в боях с немецко-вражескими захватчиками гвардии сержант Мосин Нестер Григорьевич награждён орденом Славы 1-й степени, став полным кавалером ордена Славы.Орден ему вручил на Магнушевском плацдарме командующий 8 гвардейской армией генерал В.И.Чуйков.
В 1946 году Н. Г. Мосин демобилизован из Вооруженных Сил СССР. Жил в областном центре Донецкой области Украины — городе Донецк. Работал проходчиком на шахте.
Скончался 15 июня 1992 года.

## Награды
- Орден Отечественной войны I степени. Указ Президиума Верховного Совета СССР от 11 марта 1985 года.
- Орден Красной Звезды.Приказ командира 57 гвардейской стрелковой дивизии № 026 от 6 августа 1943 года.
- Орден Славы I степени. Указ Президиума Верховного Совета СССР от 18 ноября 1944 года.
- Орден Славы II степени. Приказ Военного совета 8 гвардейской армии № 236/н от 12 июня 1944 года.
- Орден Славы III степени. Приказ командира 57 гвардейской стрелковой дивизии № 048 от 25 февраля 1944 года.
- Медаль «За трудовую доблесть». Указ Президиума Верховного Совета СССР от ?.[1]
- Медаль «За победу над Германией в Великой Отечественной войне 1941—1945 гг.». Указ Президиума Верховного Совета СССР от 9 мая 1945 года.
- Медали СССР.